# Soco

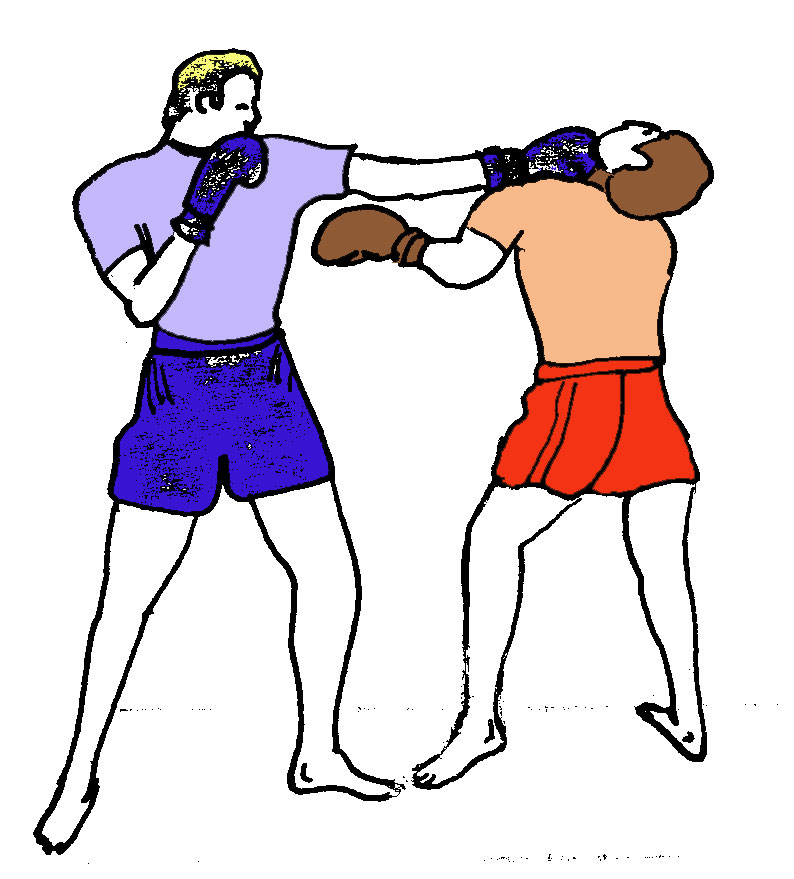
Ilustração de lutador atingindo oponente com um soco. Ambos usando luvas de boxe.

Um soco (do tupi antigo sok), murro, bufete[carece de fontes?] ou bogue (estes dois últimos, na região nordeste do Brasil) é um golpe com o punho fechado visando a causar lesão no adversário. Existem muitos tipos de socos, desde os mais clássicos aos mais raros. Entre os socos clássicos, podem-se citar o soco "normal", utilizado por quase todos os estilos de artes marciais; o chamado "gancho", muito utilizado no Boxe e no Jeet Kune Do; os socos clássicos de Kung Fu (Gung Fu em cantonês); os "socos-do-carneiro"; e o "Soco-do-Sol" (Yat Ji Jun Choy), muito popularizado pelo estilo Wing Chun. Entre os socos menos usuais e mais raros, podemos citar o "soco de uma polegada" do estilo Wing Chun, popularizado por Bruce Lee; os socos com o pulso do estilo Louva-a-Deus; e o Soco dos Punhos de fogo.

## Influências dos estilos

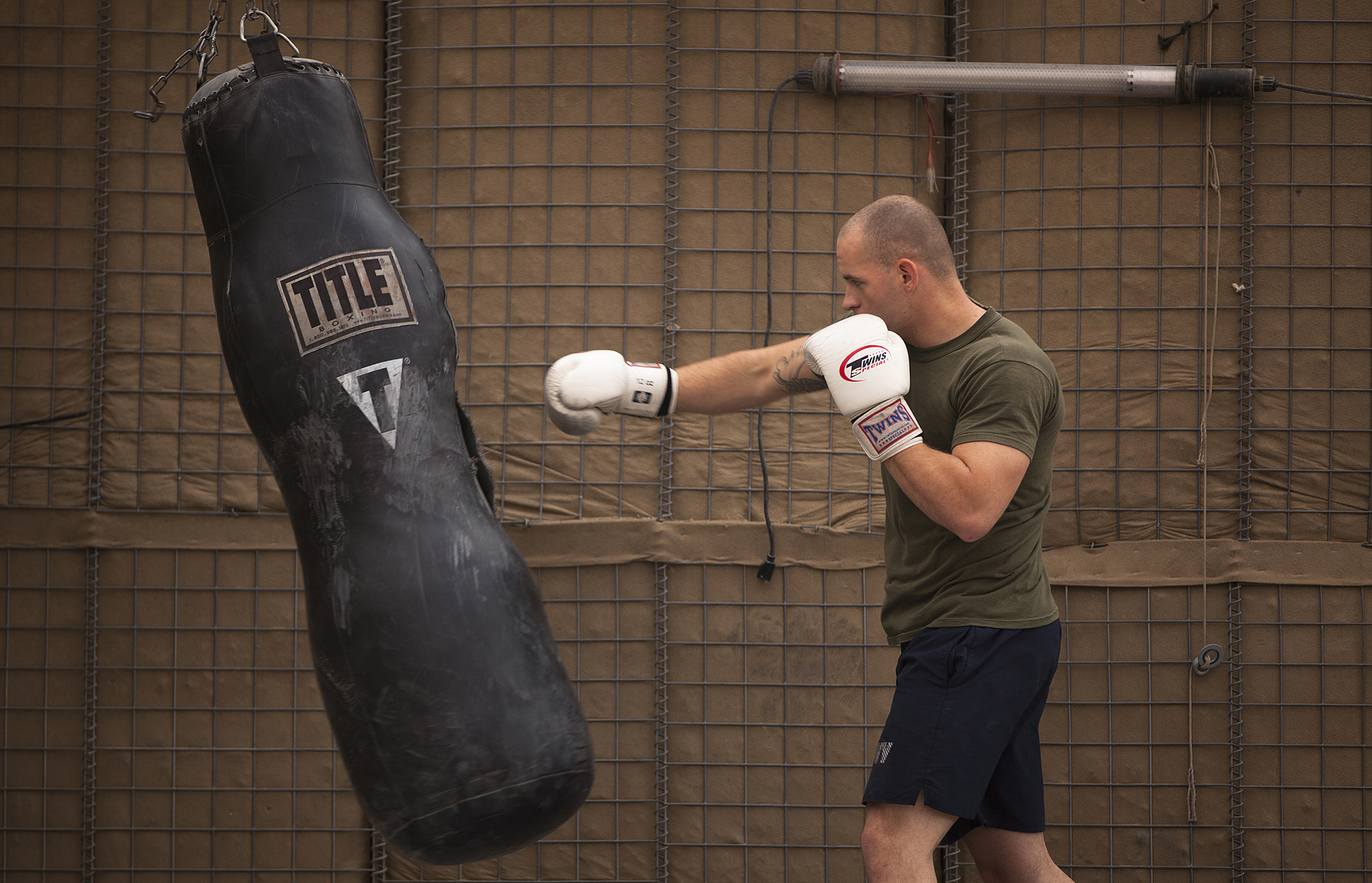
Praticante de artes marciais treinando soco em saco de areia usando luvas de boxe.

Basicamente, cada estilo de arte marcial, tal como o caratê ou o Wing Chun, ensina seu próprio tipo de soco, normalmente embasado por uma filosofia própria e explicativa do por quê de se fazê-lo assim. Algumas vezes, as características são especialmente marcantes ao ponto de se poder dizer o estilo do lutador baseado em um soco que ele desfere. O soco do caratê, por exemplo, tende a ser reto, na altura do peito e com os dedos do punho para baixo, sem muito movimento do corpo abaixo da cintura. Já o soco reto do Jeet Kune Do, inspirado pelo Boxe ocidental, conta com um aproveitamento de energia de movimento que nasce desde um impulso no pé, joelhos, movimentos de quadris, tórax, passando pelos ombros e só então chegando ao braço. Enquanto isso, os socos do Tai Chi Chuan tendem a serem mais "flexíveis" que os relatados anteriormente.

## Socos clássicos e famosos
Alguns dos socos mais conhecidos e/ou usados são:
- Soco-do-sol: utilizado pelos estilos clássicos de Kung Fu, o soco-do-sol caracteriza-se pelos dedos na horizontal e pelo impacto das juntas dos dedos médio, anular e mínimo. É mais utilizado para distâncias médias e curtas. Este soco é normalmente desferido seguindo-se uma linha central vertical do corpo (igual à linha de simetria), sendo o soco básico do estilo Wing Chun.

- Soco-do-carneiro: caracterizado pelos dedos na vertical e pelo impacto das juntas dos dedos indicador e médio, é o clássico visto no caratê. Mais utilizado para distâncias médias e longas. Uma das características deste soco é que, por estar apoiado pelas juntas dos dedos médio e indicador, o ângulo de apoio sobre os ossos do antebraço não é feito de uma forma tão natural. A origem do soco está na lateral do corpo, sob as axilas, e atinge o alvo na altura dos ombros.

- Gancho: este soco, característico do Boxe ocidental, tem, por movimento, uma pequena semielipse pelo lado do corpo do atacante, ajudado pelo avanço do tórax e rotação deste junto dos quadris, conseguindo um impacto não totalmente frontal (tal como no soco-do-carneiro), mas parcialmente lateral.

- Soco de uma polegada: popularizado por Bruce Lee em uma demonstração em Long Beach, nos Estados Unidos, o "soco marca" do Wing Chun possui algumas variações. Pode ser tanto executado já com o punho fechado encostando no oponente pelo dedo indicador, para então ser movido para frente pelo pulso e atingir o alvo com o dedo mínimo, como também pode ser iniciado com a palma da mão aberta com o dedo indicador tocahado do mesmo modo que um soco-do-carneiro.ndo o oponente, para então rapidamente se fechar enquanto avança e acertar o oponente já com o punho fechado.Dois boxeadores trocando socos

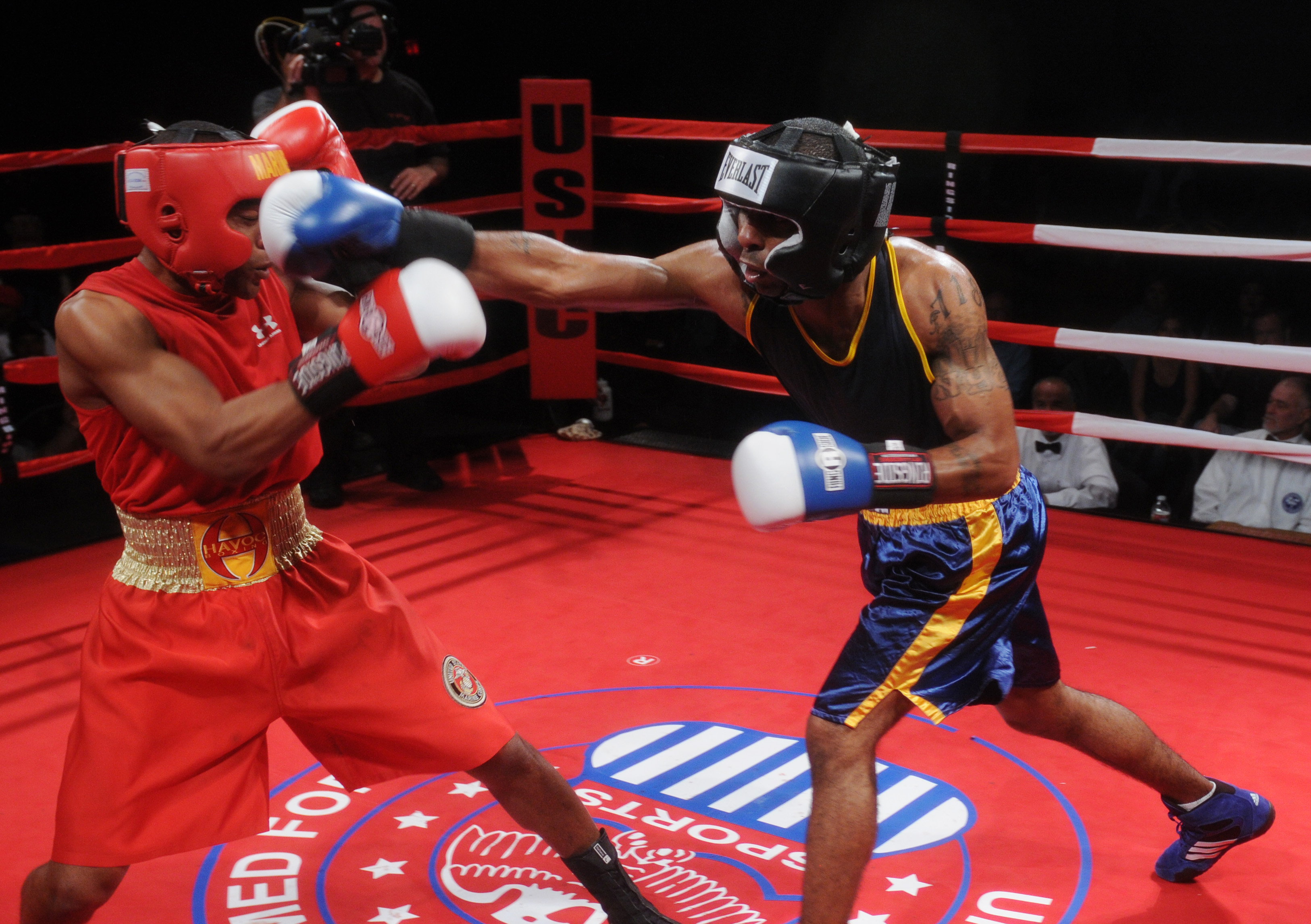
Dois boxeadores trocando socos

- Punhos de Fogo: soco utilizado por algumas famílias e ramificações de Wing Chun, caracteriza-se pela posição do punho na linha vertical onde a zona impactante ou de transferência de energia está nas juntas dos dedos médio, anular e mínimo, aplicados diretamente na área do corpo denominado chacra solar ou do sol.